# Ferdinand Castets
Ferdinand Castets (né à Bordeaux le 29 avril 1838 et mort à Marseille le 24 mars 1921) est un universitaire et homme politique français, doyen de la Faculté des Lettres de Montpellier et maire de cette ville sous la Troisième République.

## Biographie

### Carrière universitaire
Jean Charles Ferdinand Castets arrive à la faculté des lettres de Montpellier en 1876 comme chargé de cours puis en 1878 comme professeur de littérature étrangère. Il s'intéresse en particulier aux chansons de gestes italiennes.
Il devient doyen de la faculté le 13 décembre 1881, fonction qu'il occupera jusqu'en 1902. La faculté compte alors six chaires : philosophie, histoire, littérature française, littérature étrangère et deux chaires de littérature ancienne. Lorsqu'il quitte son décanat en 1902, la faculté accueille 147 étudiants.
Son décanat correspond à l'installation de la faculté des lettres dans le palais universitaires qu'elle partage avec les facultés de droit et des sciences. Il est, à ce titre, le fondateur du Musée des moulages.
Il prend sa retraite le 1er novembre 1908, puis rejoint son fils à Marseille, où il meurt en 1921.

### Carrière politique
Arrivé à Montpellier en 1878, Ferdinand Castets s'intéresse rapidement à la vie municipale. Entré au conseil municipal en 1881, il est élu premier adjoint du maire Alexandre Laissac en 1882.
En 1890, alors redevenu conseiller municipal, il participe à la démission du conseil municipal qui s'oppose alors à la création d'une faculté de médecine à Marseille.
Le 2 février 1893, il devient maire de Montpellier, à la faveur de divisions entre les radicaux du conseil municipal opposant les partisans de Michel Vernière à ceux d'Alexandre Laissac. Ne retrouvant plus son siège au conseil municipal lors des élections de 1896, il est contrant de quitter ses fonctions de maire.

## Œuvres
- 1872 : Eschine l’orateur : thèse pour le doctorat ès lettres présentée à la Faculté des lettres de Paris
- 1875 : Eschine : étude historique et littéraire
- 1880 : Turpini Historia Karoli magni et Rotholandi
- 1880 : Le romant de la vie des pères hermites (un miracle de Notre-Dame). Sonnet contenant une recette d’alchimie.
- 1887 : Deux manuscrits de l’histoire des fils Aymon
- 1893 : Maugis d’Aigremont : chanson de geste
- 1895 : Histoire véritable de Théodoric II, roi des Ostrogoths
- 1901 : Bourdaloue : la vie et la prédication d’un religieux au XVIIe siècle
- 1908 : I dodici canti : épopée romanesque du XVIe siècle.
- 1909 : La chanson des quatre fils Aymon